# Wilhelm Abegg
Pour les articles homonymes, voir Abegg.
Philipp Friedrich Wilhelm Abegg, né le 29 août 1876 à Berlin et mort le 18 octobre 1951 à Baden-Baden est un homme politique allemand. Fondateur de la police prussienne moderne après la Première Guerre mondiale, il est secrétaire d'état au ministère de l'intérieur de l'État libre de Prusse jusqu'à son exil en Suisse en 1933.

## Biographie
Wilhelm Abegg est issu d'une famille d'origine suisse. Il est le fils du conseiller secret de l'amirauté Wilhelm Abegg senior et de son épouse juive allemande Margarethe Friedenthal. Ses frères sont le chimiste et pionnier de l'aviation Richard Abegg et Waldemar Abegg (de), président de la province du Schleswig-Holstein. Son grand-oncle Bruno Erhard Abegg est président de la police de Königsberg.

## Publications
- Aufgaben und Aufbau der Polizei, Berlin 1925.
- Lehren aus dem Entwicklungsgange Friedrichs d. Gr. und Napoleons I. für die heutige Zeit, Berlin 1926.
- Die preußische Verwaltung und ihre Reform, Länder und Reich, Berlin 1928.
- Für den neuen Staat, Berlin 1928.